# Nikola Tanasković
Nikola Tanasković (in serbo Никола Танасковић?; Smederevska Palanka, 21 ottobre 1997) è un cestista serbo.

## Palmarès
- Coppa di Serbia: 1

Partizan Belgrado: 2018
- Campionato bosniaco: 1

Igokea: 2021-2022
- Coppa di Bosnia ed Erzegovina: 2

Igokea: 2022, 2023